# News of the World Darts Championship 1948
Die News of the World Darts Championship 1948 (offiziell: "News of the World" Individual Darts Championship of England and Wales) war ein Dartsturnier, das am 9. Juni 1948 im Empire Pool von Wembley (London) ausgetragen und durch die Boulevardzeitung News of the World gesponsert wurde. Teilnahmeberechtigt waren die Gewinner der acht in England und Wales veranstalteten regionalen Meisterschaften der Saison 1947/48, an denen insgesamt 289.864 Personen teilgenommen hatten. Es handelte sich um die erste Austragung des Turniers als nationale Meisterschaft, nachdem vor dem Ausbruch des Zweiten Weltkriegs in den Jahren 1928 bis 1939 ausschließlich die regionalen Meister ausgespielt worden waren.

## Teilnehmer
- Arthur Bulmer, Regionalmeister Yorkshire
- George Connell, Regionalmeister London & Home Counties
- Harry Leadbetter (Windle Labour Club, St Helens), Regionalmeister Lancashire & Cheshire[3]
- Johnny Lee, Regionalmeister Midland Counties
- William „Bill“ Preece (Alma Inn, Blaenavon), Regionalmeister Wales[4]
- Wallace Quinton (Vine Inn, Spalding), Regionalmeister Eastern Counties[5]
- Jimmy Sands, Regionalmeister Western Counties
- Tommy Small (South Durham Steel & Iron Social Club, West Hartlepool), Regionalmeister North of England

## Turnierplan
|  | Viertelfinale (Best of 3 Legs) | Viertelfinale (Best of 3 Legs) |             |   | Halbfinale (Best of 3 Legs) | Halbfinale (Best of 3 Legs) |  |  | Finale (Best of 3 Legs) | Finale (Best of 3 Legs) |
|  |                                |                                |             |   |                             |                             |  |  |                         |                         |
|  | Tommy Small                    | 2                              |             |   |                             |                             |  |  |                         |                         |
|  | Arthur Bulmer                  | 1                              |             |   |                             |                             |  |  |                         |                         |
|  | Arthur Bulmer                  | 1                              | Tommy Small | 2 |                             |                             |  |  |                         |                         |
|  |                                |                                | Tommy Small | 2 |                             |                             |  |  |                         |                         |
|  |                                | Jimmy Sands                    | 1           |   |                             |                             |  |  |                         |                         |
|  | Jimmy Sands                    | Jimmy Sands                    | 1           | 2 |                             |                             |  |  |                         |                         |
|  | Jimmy Sands                    |                                |             | 2 |                             |                             |  |  |                         |                         |
|  | Wallace Quinton                | 0                              |             |   |                             |                             |  |  |                         |                         |
|  |                                |                                | Tommy Small | 1 |                             |                             |  |  |                         |                         |
|  |                                | Harry Leadbetter               | 2           |   |                             |                             |  |  |                         |                         |
|  | Johnny Lee                     | 2                              |             |   |                             |                             |  |  |                         |                         |
|  | George Connell                 | 1                              |             |   |                             |                             |  |  |                         |                         |
|  | George Connell                 | 1                              | Johnny Lee  | 0 |                             |                             |  |  |                         |                         |
|  |                                |                                | Johnny Lee  | 0 |                             |                             |  |  |                         |                         |
|  |                                | Harry Leadbetter               | 2           |   |                             |                             |  |  |                         |                         |
|  | Harry Leadbetter               | Harry Leadbetter               | 2           | 2 |                             |                             |  |  |                         |                         |
|  | Harry Leadbetter               |                                |             | 2 |                             |                             |  |  |                         |                         |
|  | Bill Preece                    | 1                              |             |   |                             |                             |  |  |                         |                         |